# Manuel Cabré
Pour les articles homonymes, voir Cabré (homonymie).
Manuel Cabré, né à Barcelone le 25 janvier 1890 et mort à Caracas le 26 février 1984, est un peintre vénézuélien.

## Biographie
Fils du sculpteur Ángel Cabré i Magriñá (1863–1940) et de Concepción A. de Cabré, il passe son enfance et son adolescence au Venezuela où son père avait été invité par le Président Joaquín Crespo à entreprendre des activités de travaux publics à Caracas.
À 14 ans, il entre à l'Académie des Beaux-Arts de Caracas où son père enseigne la sculpture.
En 1912, avec d'autres artistes, il fonde le Círculo de Bellas Artes, un groupe anti-universitaire qui se rebelle contre les méthodes d'enseignement d'Antonio Herrera Toro.
Paysagiste, il s'installe dans le Parc national El Ávila et après diverses succès d'expositions à Caracas, vit à Paris où il expose en 1928 et en 1929 au Salon des indépendants et en 1928 au Salon d'automne. 
En 1931, il regagne Caracas et se lance dans le cubisme et l'impressionnisme. Directeur du Musée des beaux-arts de Caracas de 1942 à 1946, en 1951, il remporte le prix national de peinture et en 1955, le prix Herrera Toro.